# 알렉시스 사파타
알렉시스 사바타 알바레스(프랑스어: Alexis Zapata Álvarez, 1995년 5월 10일 ~ )는 현재 CS 에멜레크에서 미드필더로 뛰는 콜롬비아의 축구 선수이다.

## 클럽 경력
2014년 토르네오 디 비아레조 대회에서 콜롬비아 1부 리그팀 엔비가도 소속으로 3골을 넣으며 뛰어난 활약을 펼친후 그는 우디네세의 스카우트들의 눈에 띄었고 계약을 맺었다. 2014년 1월 31일, 사파타는 시즌 종료후까지 사수올로로 임대되었다.